# ديفيد جونز
ديفيد جونز (بالإنجليزية: David Jones)‏ (مواليد 4 نوفمبر 1984 في ساوثبورت - إنجلترا) لاعب كرة قدم إنجليزي يلعب حاليا لصالح نادي الدرجة الممتازة ويجان أتلتيك الإنجليزي منذ 2011 في مركز الوسط المحوري .

## روابط خارجية
- ديفيد جونز على موقع إي إس بي إن إف سي (الإنجليزية)
- ديفيد جونز على موقع قاعدة بيانات كرة القدم.إي يو (الإنجليزية)
- ديفيد جونز على موقع Soccerbase.com (لاعب) (الإنجليزية)
- ديفيد جونز على موقع Soccerway.com (الإنجليزية)
- ديفيد جونز على موقع عالم كرة القدم.نت (الإنجليزية)
- ديفيد جونز على موقع كووورة
- ديفيد جونز على موقع AS.com (الإسبانية)